# 小行星24609
小行星24609（24609 Evgenij）是一颗绕太阳运转的小行星，为主小行星带小行星。该小行星于1978年9月7日发现。

## 轨道参数
小行星24609的轨道半长轴为2.3182048 UA，离心率为0.249。